# 北港渓鉄橋
北港渓鉄橋（ほっこうけいてっきょう）、または復興鉄橋（ふっこうてっきょう）は台湾雲林県北港鎮公館里と嘉義県新港郷笨港、板頭厝の境界、北港渓に架かる台湾糖業鉄道北港線（廃線）の鉄道橋。現在は雲林県、嘉義県両政府の文化資産（歴史建築）に指定されている。「復興鉄橋」は戦後の名称。鉄筋コンクリート構造の橋脚76本にH型鋼の橋桁74本が架かるビーム橋、と両端の下路式ガーダー橋2本から構成され、全長は台糖路線のみならず台湾のナローゲージ用としては最長の878.63メートル。また台湾で唯一曲線形となっている。

## 沿革

### 糖業鉄道時代
- 1909年 - 鈴木商店の北港製糖の専用線として着工[4]。
- 1911年8月30日 - 北港製糖嘉北線開業[5]、同時に全長約220メートルの木造橋として開通[6](p11)。
- 1915年 - 東洋製糖が北港製糖を吸収[7]
- 1917年 - 旅客列車運行開始[7]。
- 1927年 - 大日本製糖が東洋製糖を吸収[7]。
- 1942年 - 台風で鉄橋が流失[7]。
- 1951年 - 戦前の水害で不通になっていた鉄橋を復旧し、「復興鉄橋」となる[7]。
- 1954年 - 225.34メートルとなる[6](p11)。
- 1969年6月 - 東側に約600メートル延伸し、全長約878メートルの現在の姿となる[6](p11)。
- 1982年8月17日 - 旅客営業停止[8]。
- 1998年 - 廃止[6](p11)。

### 文化資産登録後
- 2001年
  - 10月31日 - 雲林県政府が歴史建築に登録公告
  - 11月28日 - 嘉義県政府も歴史建築に登録公告。
- 2002年9月12日 - 水害で第72号橋脚が流失し[9]、軌道が変形したまま宙づりとなる[10][11]
- 2005年4月11日 - 翌年まで嘉義県政府が総額3,389万9952ニュー台湾ドルを投じて保全事業開始[6](p183)。
- 2006年8月29日 - 67号橋脚が流失し、軌道が宙づりとなる[6](p183)。

## 再生計画
鉄橋周辺の河川や河川敷にはレモンフィンバーブ（コイ科。学名：Hypsibarbus pierrei、現地名：高體四鬚鲃）、プレコなどの魚類、アメンボ、コマツモムシ（学名：Anisops ogasawarensis、現地名：小仰泳椿）、ユスリカ、ヒメガムシなどの昆虫類、ヒメアマツバメ、ヘリグロヒキガエルなど30科70属85種生態が確認されている。このため虎尾鎮の虎尾鉄橋から当鉄橋までの北港渓流域約40kmの水質改善計画と並行して段階的に再利用計画が進行している。

### 古笨港戸外考古園区
嘉義県内では橋の左岸側終端付近に清朝時代の陶磁器や銅銭が出土し、それらを展示する「古笨港戸外考古園区」が併設され、線路際には営業時にはなかった駅風のオブジェや展望台が設置されている。また鉄橋も将来の遊歩道化に備え欄干が追加設置されている。

### 北港天空之橋

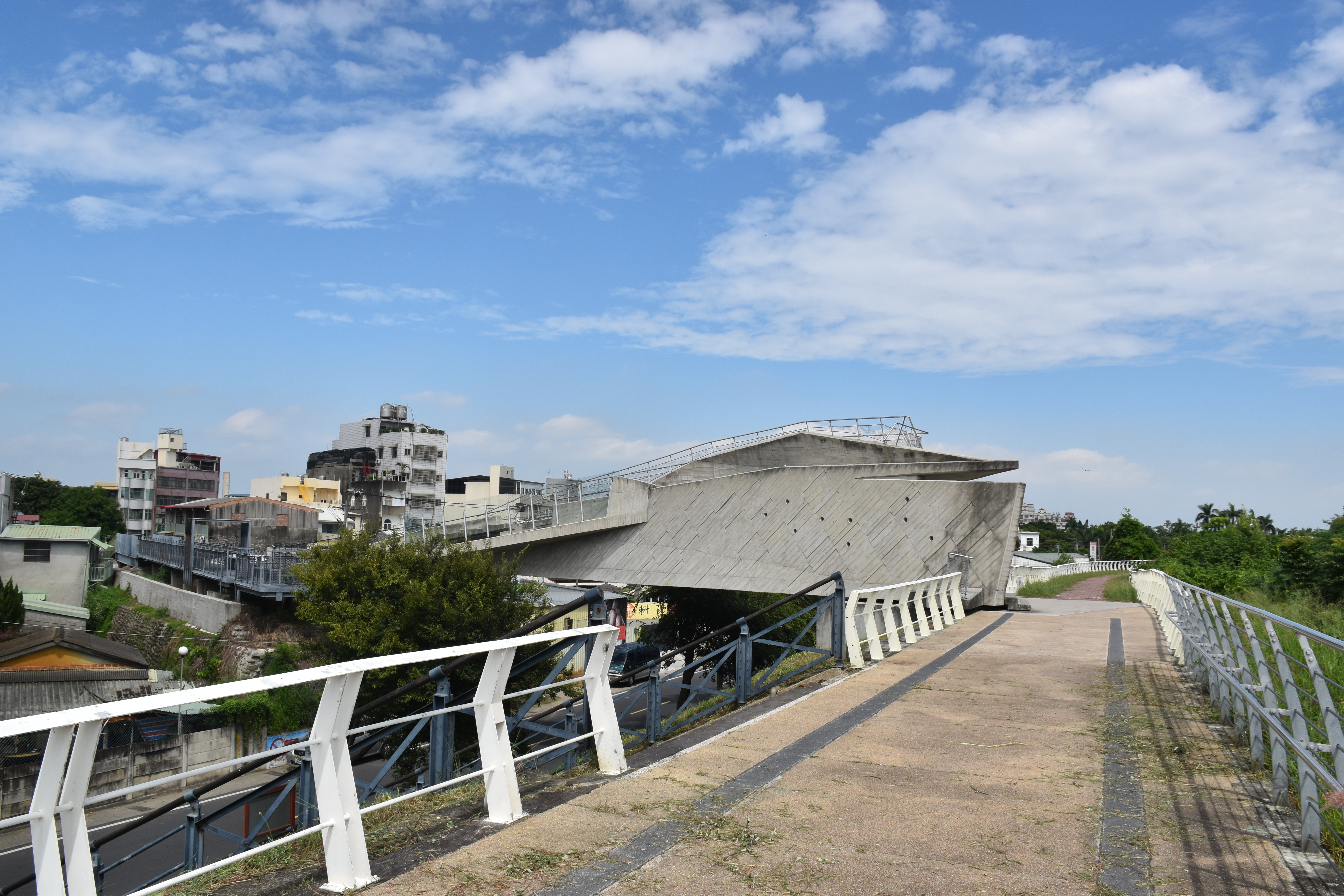
北港天空之橋

天空之橋（てんくうしきょう、Beigang Sky Bridge）は2015年6月に雲林県側、北港渓右岸の公館里陸地部分で再建された旧軌道跡の陸橋。全長約113メートル。
主に北港渓鉄橋の右岸（西端）から堤防上の生活道路をオーバーパスする義民路のコンクリート製陸橋部分と、旧軌道部分の回廊部分、文化路をオーバーパスし大同路に至る「文化鉄橋」に大別される全長860メートルの空中回廊。文化鉄橋は高さ5.8メートルで台湾で標準的な4.3メートルより高度がある。
打放しコンクリートとガラスフェンスによる開放感溢れるスロープが堤防護岸上に架けられ、終端は軌道式を再現、スチール製のスロープが大同路まで続いている。
2016年にはイタリアの建築雑誌the Planが選定するランキングで500件中公共空間部門でトップ20に選出された。また、中国の建築賞『WA中国奨』2016年度の佳作に選ばれている。

### 北港女児橋

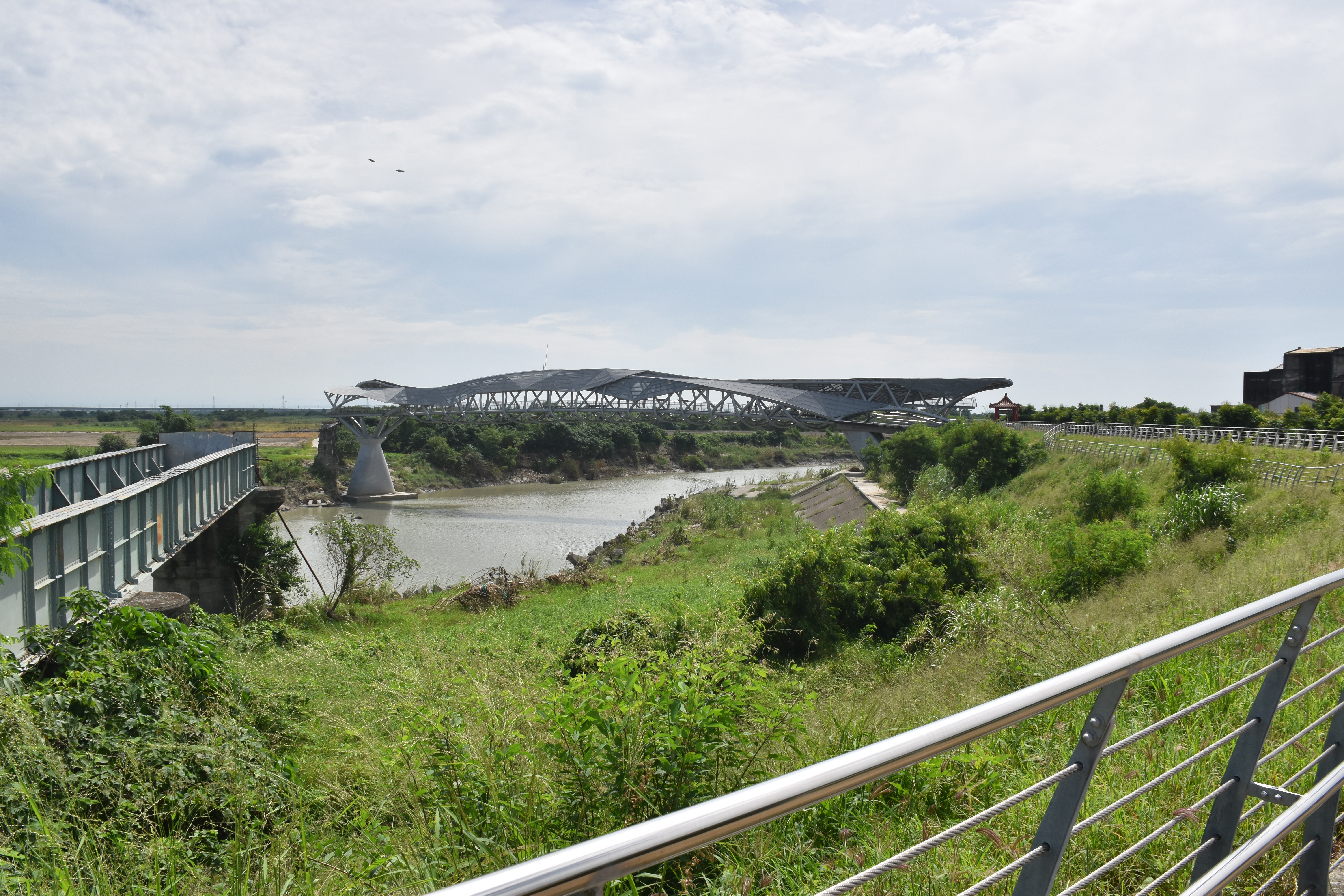
北港女児橋

北港女児橋（ほっこうじょじきょう、繁体字中国語: 北港女兒橋、Beigang Daughter Bridge）は北港渓下流側に新設された自転車・歩行者用の鋼橋。北港渓を母なる川に、橋を少女に見立て、名称は清朝時代の白話小説で曹雪芹が著した「紅楼夢」にある「女儿是水做的骨肉」に因んでいる。路面はガラス張りの覗き穴が施され、川面を見ることができる。北港渓対岸の途切れた鉄橋直上まで迫ることができる。
2012年7月13日に着工。工事中は水害対策として仮設橋を対岸まで先行敷設することで期間中の3度の洪水でも無事故で完成を迎えた。新たな橋桁は1年後の夏に架設を完了し、周辺整備を経て2014年1月27日供用された

### 今後
天空之橋と女児橋は台南市の南瀛天文教育園区プラネタリウムなどで実績のある台湾の建築デザイナー、廖偉立が設計を担当した。女児橋と嘉義県側の現存する軌道跡を物理的に連結し、空中回廊、「野外鉄道博物館」とする構想が進行中。
雲林県政府が推進する「北港復興鐵橋及周邊景觀改善工程」は中華民国不動産協進会主催2015年国家卓越建設奨の最佳環境文化類で金質奨を受賞している。2018年、中央政府が第二期計画に補助金交付を決定した。
|                            |                                    |                        |
| 北港渓上で途切れた橋       | 古笨港戸外考古園区に隣接する展望台 | 左記展望台から臨む鉄橋 |
|                            |                                    |                        |
| 鉄橋の嘉義側起点にある標識 | 嘉義県側                           |                        |

### 註釈
1. ↑  台湾には他地域にも同名の遊歩道があるため、区別のために地名を冠することが多い。